# Anders Christiansen (Fußballspieler)
Anders Bleg Christiansen (* 8. Juni 1990 in Kopenhagen) ist ein dänischer Fußballspieler.

## Karriere

### Verein
Christiansen begann mit dem Fußballspielen in der Jugend von GVI 1921. Später wechselte er in die Jugend von Lyngby BK. Dort spielte er bis 2008 und wurde anschließend in die erste Mannschaft hochgezogen. Sein Debüt für die erste Mannschaft gab er in einem Pokalspiel gegen Skive IF (5:2). Sein erstes Spiel in der zweiten Liga, der Viasat Sport Division, gab er am 2. November 2008 im Spiel gegen Køge BK. Am Ende wurde der Aufstieg in die Superliga verpasst. Christiansen war zu drei Einsätzen gekommen. In der Saison 2009/10 erzielte er seine ersten Tore als Spieler der ersten Mannschaft. In der Liga traf er am dritten Spieltag, dem 23. August 2009, beim 3:1-Sieg gegen BK Frem Kopenhagen zweimal. Am Ende der Saison stand der Aufstieg in die Superliga; Christiansen hatte 17 Einsätze. Sein Debüt in der Superliga absolvierte er am 19. Juli 2010, dem ersten Spieltag, im Spiel gegen Aalborg BK. Er erzielte am 6. März 2011 im Spiel gegen Brøndby IF sein erstes Tor in der Superliga. Im Juli 2012 verließ Christiansen den Absteiger Lyngby BK zum FC Nordsjælland und unterschrieb dort einen Vierjahresvertrag.
Nach einem kurzen Intermezzo bei Chievo Verona spielte er ab Januar 2016 bei Malmö FF. Unter Trainer Allan Kuhn gehörte er zu den Stammspielern in der Spielzeit 2016, die der Verein als Meister beendete. Mit sechs Toren in 22 Ligaspielen war er hinter Viðar Örn Kjartansson und Markus Rosenberg drittbester vereinsinterner Torschütze. Auch nach einem Trainerwechsel nach Saisonende war er unter dem neuen Chefcoach Magnus Pehrsson in der folgenden Spielzeit Stammkraft. 2016 und 2017 gewann er jeweils den nationalen Meistertitel mit dem Verein.
Am 4. Januar 2018 wechselte Christiansen nach Belgien zu KAA Gent. Er erhielt einen Kontrakt mit einer Laufzeit bis 2021. Für den Verein aus Gent kam Christiansen zu insgesamt vier Einsätzen; KAA Gent belegte in der Meisterschaftsrunde den vierten Platz. Im Sommer 2018 kehrte Christiansen zu Malmö FF zurück und unterschrieb einen Vierjahresvertrag. Mit dem Verein gewann er in der folgenden Zeit 2020, 2021, 2023 und 2024 weitere vier Mal die schwedische Meisterschaft sowie 2022 und 2024 auch den schwedischen Pokal.

### Nationalmannschaft
Christiansen machte am 24. Januar 2008 bei der 1:2-Niederlage gegen Portugal sein einziges Spiel für die dänische U18-Auswahl. Am 12. Oktober 2008 kam er erstmals für die U19 zum Einsatz bei der 1:2-Niederlage in Frankreich; auch in der verpassten Qualifikation zur U-19-Fußball-Europameisterschaft 2009 wurde er eingesetzt. Insgesamt absolvierte er neun Spiele für die U19. Am 27. Juli 2009 debütierte Christiansen für die dänische U20 beim 2:1-Sieg gegen die USA und erzielte einen Treffer. Am 11. November 2010 spielte Christiansen erstmals für die dänische U21-Nationalmannschaft. Beim 1:3 gegen die Niederlande wurde er in der 79. Minute für Christian Sivebæk eingewechselt.
Im Januar 2013 debütierte Christiansen bei einem Freundschaftsspiel gegen Mexiko in der dänischen A-Nationalmannschaft. Nachdem er anschließend zunächst nicht mehr weiter in den Kader berufen worden war, kamen Ende 2014 bis Anfang 2015 drei weitere Einsätze hinzu. Anschließend wurde er über drei Jahre lang nicht mehr berücksichtigt und gehörte erst ab Ende 2018 wieder der Auswahl an, ohne dort jedoch zum Einsatz zu kommen. Im Sommer 2021 gehörte er dem dänischen Kader bei der Europameisterschaft an, kam dort während des Turniers jedoch ebenfalls zu keinem Einsatz. Sein fünftes Länderspiel bestritt er erst im September 2021 in der WM-Qualifikation gegen die Färöer. Dies blieb sein bislang letzter Einsatz, danach wurde Christiansen nicht mehr in die Nationalmannschaft berufen.

## Erfolge
Malmö FF
- Schwedischer Meister (6×): 2016, 2017, 2020, 2021, 2023, 2024
- Schwedischer Pokalsieger (2×): 2022, 2024